# Voacanga bracteata
Voacanga bracteata är en oleanderväxtart som beskrevs av Otto Stapf. Voacanga bracteata ingår i släktet Voacanga och familjen oleanderväxter. Inga underarter finns listade i Catalogue of Life.